# 阿伏干氏
阿伏干是历史上代北地区的鮮卑姓氏，也称为阿薄干或阿步干。后北魏孝文帝遷都洛陽，實行孝文漢化，將之改姓阿。此外當時北熱柔然部族中亦有阿伏幹氏。